# Umberto Bargellini
Umberto Bargellini (Firenze, 1884 – 1956) è stato un pittore italiano.

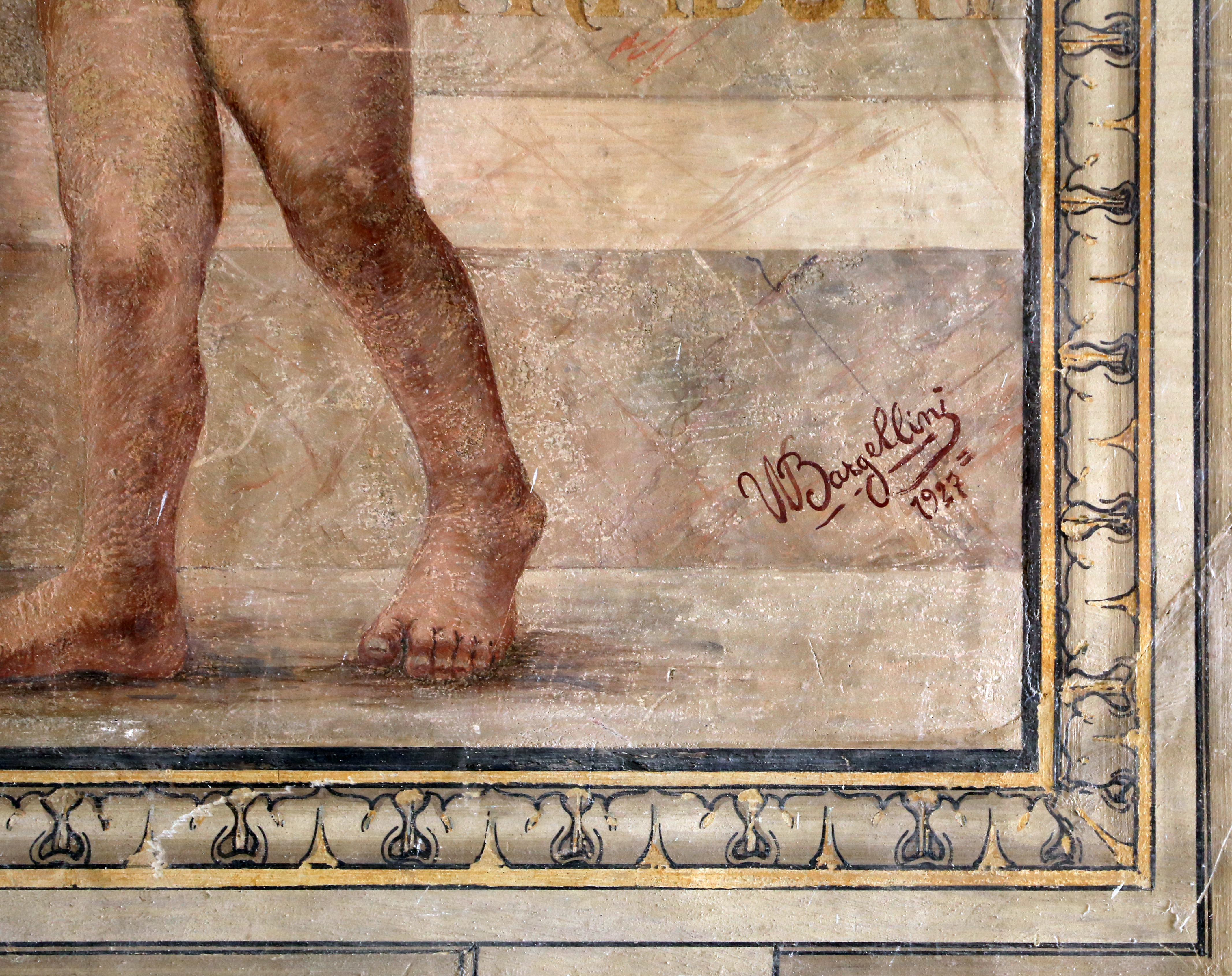
Firma su Vitae lampada tradunt, 1927, Viareggio

Fu un interprete dello stile Liberty in Italia, in particolare tra Veneto, Toscana ed Emilia Romagna. Recuperando tecniche del passato, applicò in particolare la tecnica del disegno a sgraffito, che ben si addiceva al gusto lineare e al revival neorinascimentale dell'epoca. Ad esempio per il monumento ai Caduti di Fiesole incise sul cemento una serie di divinità ispirate al passato etrusco-romano della città. Sue opere si trovano a Venezia (dove partecipò alla Biennale nel 1942), Verona, Trieste, Treviso, Firenze, Viareggio, Castrocaro Terme, Aquara.